# لکسل (دهانه)
لکسل یک دهانه برخوردی در ماه‌ است.

## دهانه‌های اقماری
این دهانه ۹ دهانه اقماری دارد.
| Lexell | عرض جغرافیایی | طول جغرافیایی | قطر          |
| ------ | ------------- | ------------- | ------------ |
| A      | ۳۶.۹° S       | ۱.۴° W        | ۳۴.۰ کیلومتر |
| B      | ۳۷.۳° S       | ۳.۴° W        | ۲۳.۰ کیلومتر |
| E      | ۳۷.۲° S       | ۰.۴° W        | ۱۶.۰ کیلومتر |
| D      | ۳۶.۱° S       | ۰.۷° W        | ۲۰.۰ کیلومتر |
| G      | ۳۷.۲° S       | ۴.۹° W        | ۱۰.۰ کیلومتر |
| F      | ۳۶.۵° S       | ۵.۴° W        | ۸.۰ کیلومتر  |
| H      | ۳۶.۵° S       | ۴.۹° W        | ۱۰.۰ کیلومتر |
| K      | ۳۵.۹° S       | ۶.۴° W        | ۱۰.۰ کیلومتر |
| L      | ۳۶.۰° S       | ۶.۰° W        | ۸.۰ کیلومتر  |